# 馬歇爾嶺
78°3′S 164°6′E / 78.050°S 164.100°E
馬歇爾嶺（英語：Marshall Ridge）是南極洲的山嶺，位於維多利亞地的斯科特海岸，處於布盧冰川東岸，海拔高度約1,175米，在1903年由英國探險隊測量，現時由南極條約體系管理。

## 外部連結
. . United States Geological Survey.   [2013-08-15].